# Spitz (Baixa Áustria)
Spitz é um município da Áustria localizado no distrito de Krems-Land, no estado de Baixa Áustria.